# Andy Lonergan
Andrew Michael Lonergan (Preston, Anglaterra, 19 d'octubre de 1983) és un futbolista professional anglès que juga com a porter per l'Everton FC anglès.

## Palmarès
Liverpool FC
- 1 Campionat del Món de Clubs: 2019.
- 1 Supercopa d'Europa: 2019.